# Gomer (esposa de Oseias)

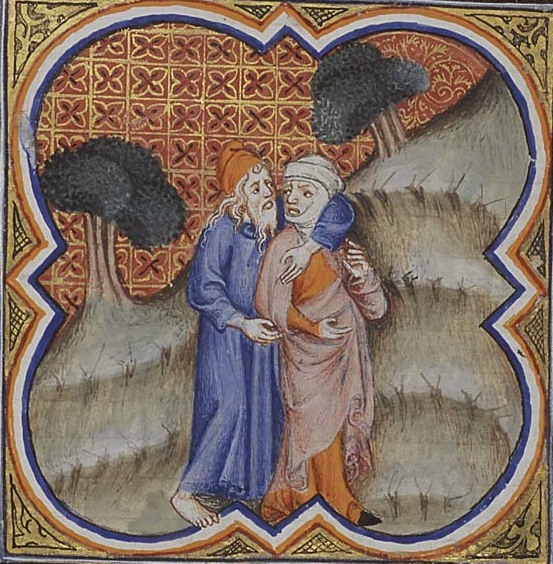
Ilustração de Oseias e Gomer da Bíblia Historiale, 1372

Gomer foi uma filha de Diblaim, que se tornou esposa de Oseias, em harmonia com as instruções de Deus dadas a este profeta. Gomer, depois, deu à luz três filhos, cujos nomes significativos foram usados por Deus para predizer o resultado desastroso do adultério espiritual de Israel, na forma de idolatria. Ao contar o nascimento do primeiro filho, chamado Jezreel, o relato declara que Gomer “deu à luz um filho [a Oseias]”. Com relação ao nascimento dos próximos dois filhos, porém, não se faz referência ao profeta como pai, e isto tem sido a base para serem considerados como provavelmente ilegítimos. Oseias 3:1-3 parece descrever Gomer abandonar seu proceder adúltero e voltar para o profeta, sendo ela comprada como se fosse uma escrava, ilustrando deste modo como Israel seria recebido de volta por Deus à base de seu arrependimento.
Oséias 1, relata que Oséias tem três filhos com Gomer, um filho chamado Jezreel, uma filha chamada, Lo-Ruhamah e outro filho Lo-Ammi. Todos os nomes são descritos no texto como tendo significado simbólico, refletindo a relação entre Deus e Israel . Jezreel teve o seu nome ao vale com esse nome. Lo-Ruhamah é nomeado para denotar a condição arruinada do reino de Israel e Lo-Ammi é nomeado em sinal da rejeição de Deus a seu povo.